# Весела Зірка
Весела Зірка — колишній населений пункт у Кіровоградській області у складі Олександрійського району.

## Стислі відомості
У 1930-х роках — у складі Добронадіївської сільської ради Дніпропетровської області.
У часи Голодомору 1932—1933 років від нелюдської смерті в селі померло не менше 4 людей.
Дата зникнення станом на квітень 2023 року невідома.